# Radoslav Rochallyi

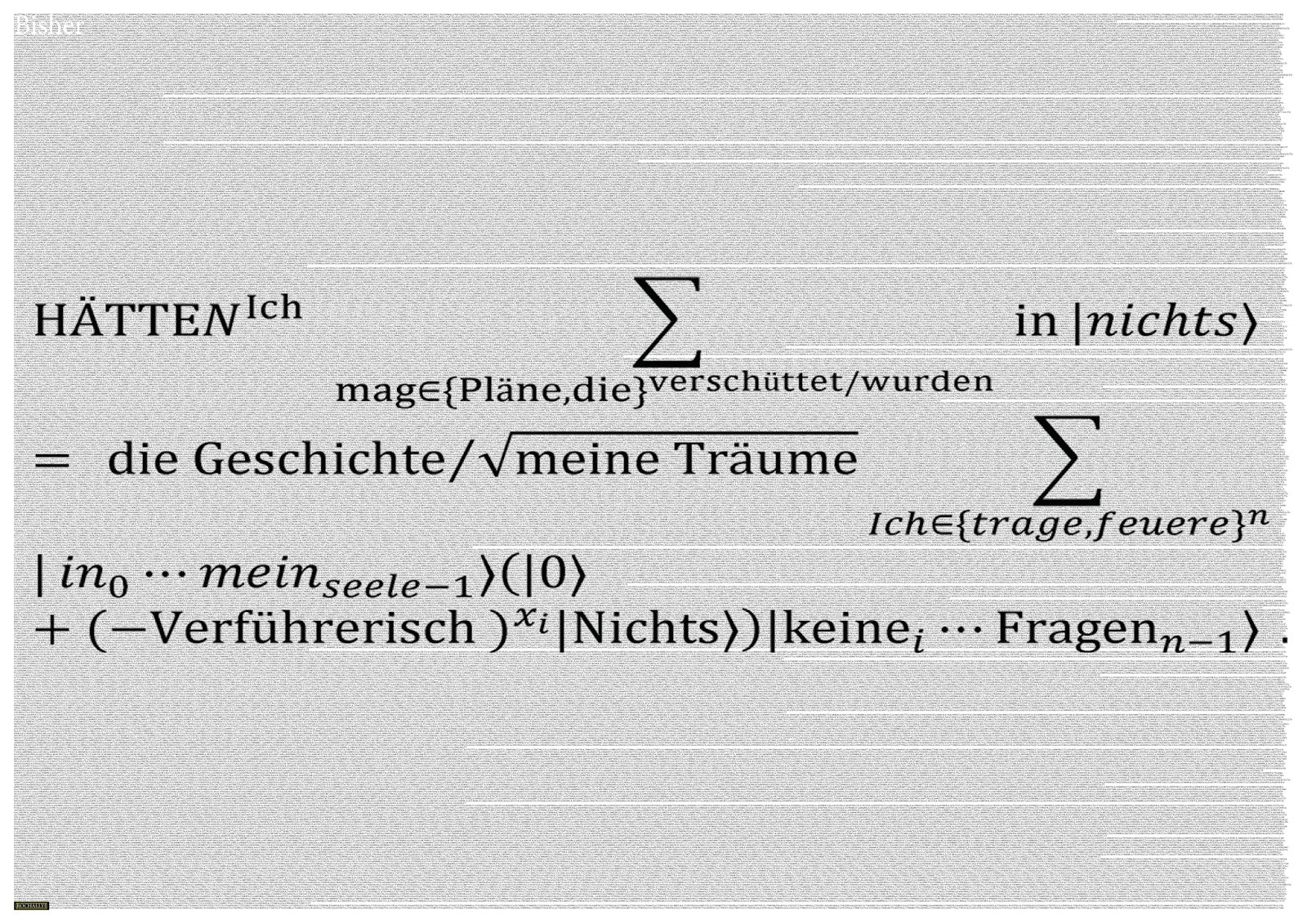
Échantillon de poésie d'équation d'ADN, 2019, titre du poème : Bisher

Radoslav Rochallyi, né le 1er mai 1980 à Bardejov, est un poète et philosophe slovaque.

## Biographie
Radoslav Rochallyi est né à Bardejov, dans la région de Prešov de l'actuelle République slovaque. Rochallyi est né à Bardejov, en Tchécoslovaquie, dans une famille aux racines lemkos et hongroises. L'auteur est diplômé en gestion de la London International Graduate School et titulaire d'un certificat en beaux-arts, qu'il a obtenu au Pratt Institute. Il a également étudié la philosophie et les mathématiques (algèbre linéaire). Il est membre de Mensa,.

## Œuvre
Il a fait ses débuts avec le recueil de poésie Panoptikum: Haikai no renga (2004), écrit en haiku japonais. Selon Jan Balaz, la poésie de Radoslav Rochally se caractérise par l'utilisation d'un vers libre, qui donne à l'auteur la liberté et la franchise nécessaires pour conserver la nature spécifique du témoignage sans fioritures.
Le langage poétique de Rochally se caractérise par l'austérité, le minimalisme, la directivité et une relation introspective distincte avec le texte.
Selon Maria Varga, le livre  Mythra Invictus  avec le sous-titre Fate of Man est un poème philosophique, indiquant qu'un écrivain doit se séparer de la terre, être lui-même, exploiter au mieux son potentiel créatif humain, être plus humain - être un nouvel homme, un futur.
Selon Lenka Vrebl, la perception de Radoslav Rochallyi n’est pas ludique, elle est sérieuse, directe et ciblée. Dans  Golden Divine, il atteint son point culminant d'expérimentation de formes de vers et de poésie dans leur ensemble. Dans ce recueil, il a essayé de relier la poésie à Fi () et, partant, au numéro 1.618034 sous une forme non graphique et à une partie dorée sous sa forme graphique.
Rochallyi est étroitement liée aux mathématiques. Dans l’essai philosophique Mythra Invictus, il écrit : « Les mathématiques nécessitent un principe actif, et c’est dans la compréhension mathématique du monde que vous pouvez approcher la perfection. »
Dans la collection DNA-Canvases of Poetry, il utilise des équations mathématiques pour exprimer sa poésie.
Outre son livre, des équations poétiques ont également été publiées dans des anthologies,.
Il utilise des poèmes basés sur les mathématiques, en particulier sur les équations mathématiques et le nombre d’or. En philosophie, il est un partisan du déterminisme mathématique.

### Poésie
- 2004 – Panophique: Haikai no renga, en slovaque  (ISBN 978-1981294893)
- 2014 - Yehidah, en slovaque, 67 p.  (ISBN 978-1523354542)
- 2015 - Divin doré, en slovaque, Brno: Tribun EU, 34 s.  (ISBN 978-80-263-0877-5)
- 2015 - Du sang, en slovaque  (ISBN 978-80-972031-7-7)
- 2016 - Torwalden, en slovaque  (ISBN 978-1534848702)
- 2018 - Mécanique de la vie quotidienne, en slovaque  (ISBN 978-80-8202-030-7)
- 2018 - Arête, en slovaque  (ISBN 978-80-8202-041-3)
- 2019 – DNA: Toiles de Poésie, en anglais  (ISBN 978-8097350123)
- 2020 – Punch, en anglais  (ISBN 978-8097373702)
- 2021 – # mathaeata, en anglais  (ISBN 9788097373719)

### Prose
- 2017 – Une lettre pour un fils, Brno: Tribun  (ISBN 978-80-263-1195-9)
- 2019 – Mythra Invictus, Le destin de l'homme, Bratislava: VSSS, 108 p.  (ISBN 9788082020857)
- 2020 – ESSE. Théorèmes sur la morale et le pouvoir, Bratislava: EOCN. 168 p.  (ISBN 978-80-9735-013-0).

### Traductions
- 2016 – Divin doré, en anglais  (ISBN 978-1523223916)